# Lasy hyrkańskie
Lasy hyrkańskie (azer. Hirxan meşələri, pers. ‏جنگل‌های هیرکانی‎) – kompleksy wilgotnych lasów strefy umiarkowanej rozciągające się wzdłuż południowego wybrzeża Morza Kaspijskiego, tworzące masyw leśny ciągnący się łukiem o długości ok. 1000 km od Niziny Lenkorańskiej i Gór Tałyskich w południowo-wschodnim Azerbejdżanie, poprzez północne stoki gór Elburs, aż po prowincję Golestan w północnym Iranie.
W 2019 roku piętnaście obszarów w północnym Iranie porośniętych przez lasy hyrkańskie wpisano na podstawie kryterium przyrodniczego IX na listę światowego dziedzictwa UNESCO. W 2023 roku dokonano rozszerzenia wpisu o dwa komponenty znajdujące się w Parku Narodowym Hirkan w Azerbejdżanie.

## Charakterystyka

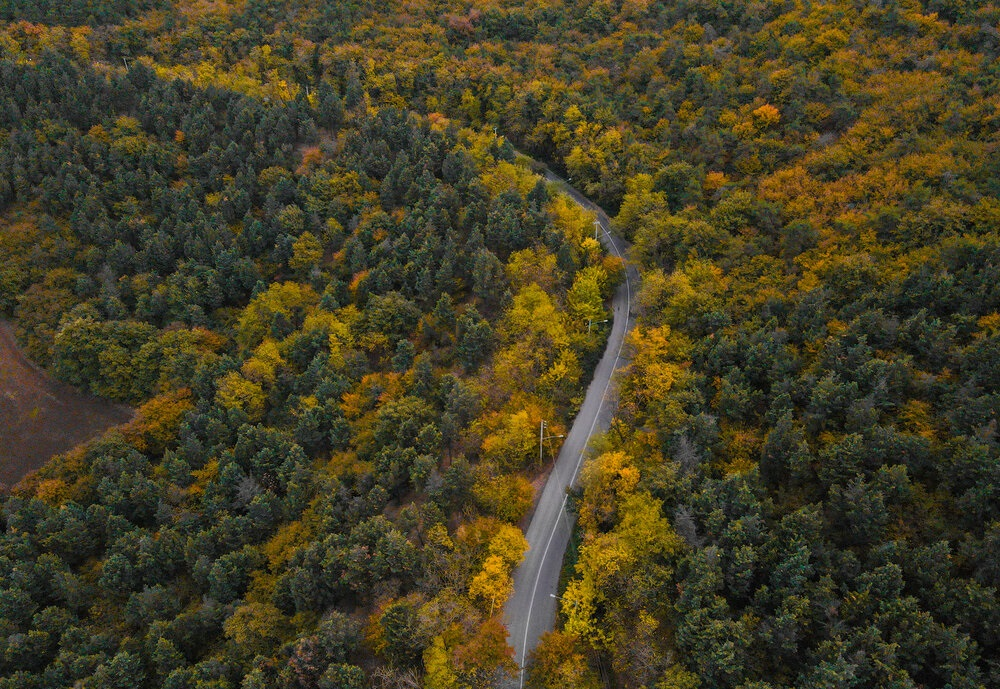
Lasy hyrkańskie jesienią (2019)

Historia lasów hyrkańskich sięga okresu sprzed 25–50 mln lat, kiedy roślinność ta pokrywała większość strefy klimatu umiarkowanego na półkuli północnej. W okresach zlodowaceń wycofywała się jednak z zajmowanych terenów, by później ponownie rozrosnąć się w łagodniejszych warunkach klimatycznych. Do czasów współczesnych roślinność ta zachowała się w formie szczątkowej w ciągłym pasie o długości ok. 1000 km rozciągającym się od południowo-wschodniego Azerbejdżanu, przez północny Iran, po Park Narodowy Golestan.
Obszar lasów hyrkańskich obejmuje teren o profilu wysokościowym od nieco poniżej poziomu morza aż do linii drzew na wysokości ok. 2500–2800 m n.p.m. Znaczna część lasów położona jest w niedostępnym terenie, na północnych stokach masywu Elburs i w Górach Tałyskich.

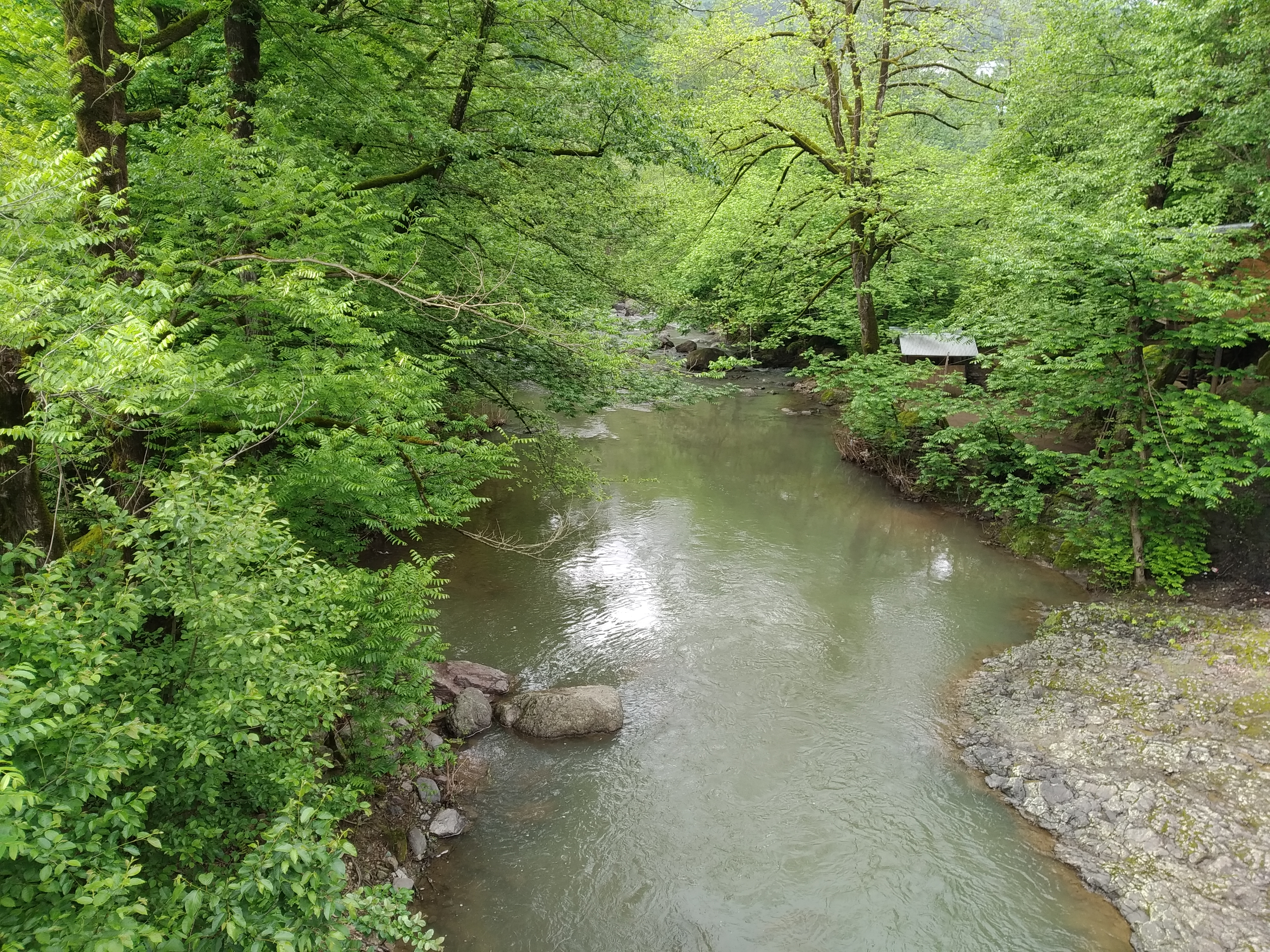
Lasy hyrkańskie w Azerbejdżanie (2019)

Ze względu na izolację geograficzną występuje więc tu ogromna bioróżnorodność zarówno w zakresie flory, jak i fauny, obejmująca liczne gatunki reliktowe i endemiczne. Najstarsze odnalezione tu okazy drzew liczą ok. 300–400 lat, a niektóre nawet 500 lat. W lasach bardzo zróżnicowana i bogata jest warstwa podszytu.
Zróżnicowany jest również klimat masywu lasów hyrkańskich. Wilgotność zmniejsza się stopniowo od północnego zachodu w kierunku południowo-wschodnim i wschodnim. Roczna suma opadów przekracza 2000 mm w północno-zachodnich kompleksach leśnych i spada do ok. 500 mm na wschodzie.
Między ekosystemem leśnym a sąsiednimi ekosystemami występują dwa główne ekotony. W górach Elburs lasy liściaste graniczą z subalpejską i alpejską roślinnością poduszkową, nie występuje tu piętro lasów iglastych charakterystyczne dla innych lasów górskich na półkuli północnej. Natomiast w niektórych innych miejscach lasy liściaste stykają się z lasami jałowcowymi, półsuchymi łąkami, a nawet obszarami półpustyń.
Lasy hyrkańskie stanowią ekoregion WWF nr 649 (dawniej PA0407) o nazwie Caspian Hyrcanian Mixed Forests.

## Flora
Na terenie lasów hyrkańskich wykazano występowanie ponad 3200 gatunków roślin naczyniowych. Ze względu na znaczną izolację geograficzną tego obszaru występuje tu wiele gatunków reliktowych, endemicznych oraz rzadkich, często zagrożonych. Endemitów i subendemitów typowo hyrkańskich jest ok. 300 gatunków, natomiast ok. 500 gatunków to endemity irańskie. Roślinami reliktowymi występującymi na tym obszarze są m.in. parocja perska (Parrotia persica), skrzydłorzech kaukaski (Pterocarya fraxinifolia) i brzostownica kaukaska (Zelkova carpinifolia), albicja biało-różowa (Albizia julibrissin) i hurma kaukaska (Diospyros lotus) oraz glediczja kaspijska i dąb kasztanolistny.

## Fauna

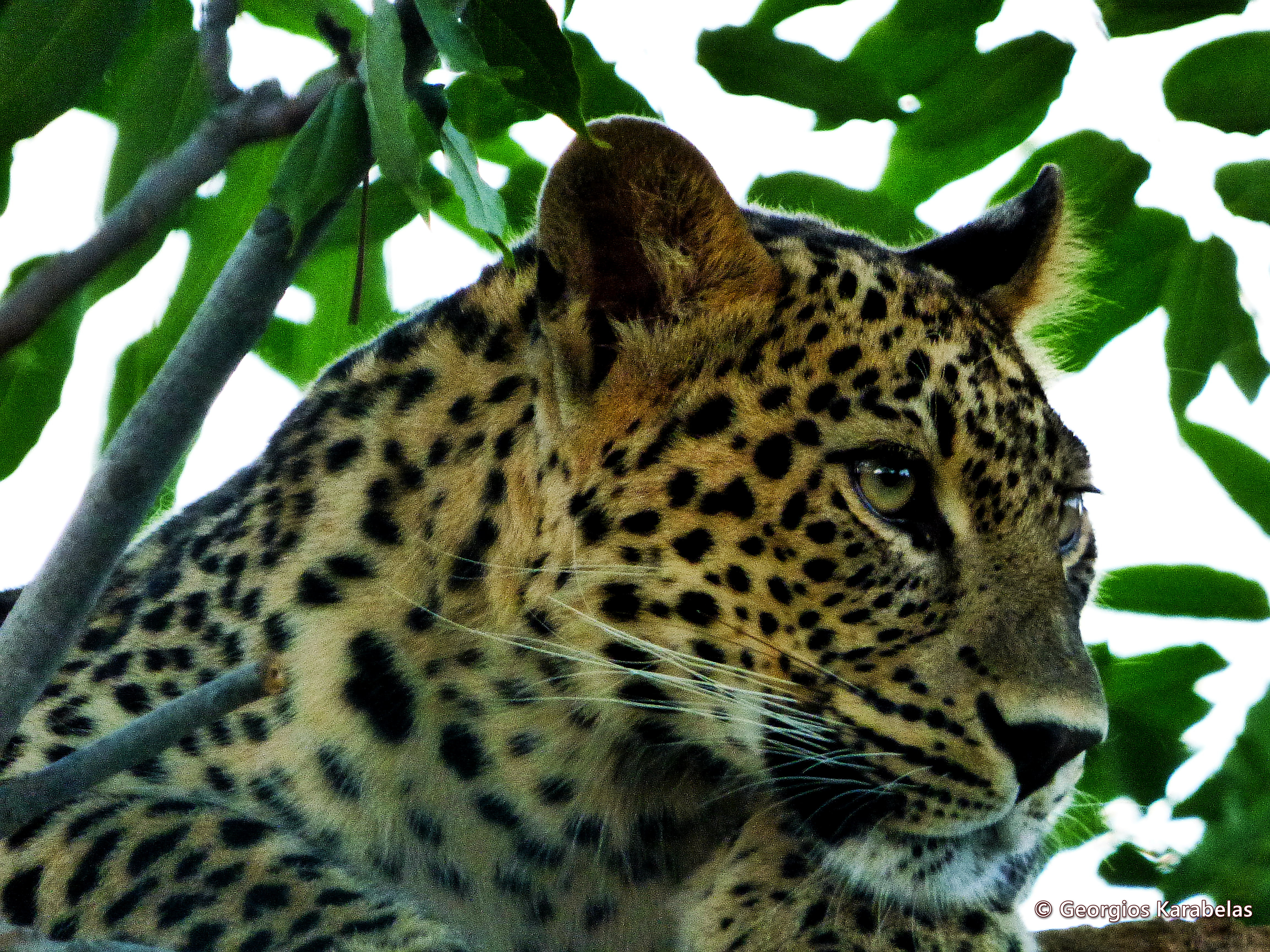
Lampart perski (Panthera pardus saxicolor)

Obszar lasów hyrkańskich zamieszkują populacje wielu gatunków ptaków oraz ssaków o znaczeniu lokalnym, regionalnym i globalnym. Wykazano występowanie ok. 180 gatunków ptaków typowych dla wilgotnych lasów liściastych strefy umiarkowanej, m.in. sikory perskiej, muchołówki półobrożnej, kraski, orła cesarskiego, orła stepowego i turkawki, dla ochrony których wyznaczono na tym terenie kilka ostoi ptaków IBA.
W regionie porośniętym przez te lasy odnotowano obecność ok. 58 gatunków ssaków, w tym populacji zagrożonego lamparta perskiego, rysia euroazjatyckiego i kota błotnego. Występuje tu również koza bezoarowa i owca dzika (argal), myszarka kaukaska, 18 gatunków nietoperzy, a z dużych ssaków wilk i niedźwiedź brunatny oraz szakal złocisty. Herpetofauna obejmuje ponad 30 gatunków gadów oraz kilka endemicznych gatunków płazów, natomiast w górskich strumieniach regionu lasów hyrkańskich zamieszkuje ponad 50 gatunków rodzimych ryb słodkowodnych.
Lasy hyrkańskie zamieszkiwał również tygrys kaspijski – podgatunek tygrysa azjatyckiego wymarły w II połowie XX wieku.

## Lokalizacja
Wpisane na listę światowego dziedzictwa UNESCO zostały następujące kompleksy lasów hyrkańskich:
| Nr identyfikacyjny | Nazwa                 | Państwo     | Jednostka administracyjna           | Współrzędne                                   | Obszar (w ha) | Strefa buforowa (w ha) |
| ------------------ | --------------------- | ----------- | ----------------------------------- | --------------------------------------------- | ------------- | ---------------------- |
| 1584bis-001        | Golestan (północny)   | Iran        | Golestan, Chorasan Północny         | 37°25′17,3″N 55°43′27,4″E/37,421472 55,724278 | 17 873,18     | 64 300,77              |
| 1584bis-002        | Golestan (południowy) | Iran        | Golestan, Chorasan Północny, Semnan | 37°20′26,4″N 55°43′32,3″E/37,340664 55,725639 | 10 658,08     | 64 300,77              |
| 1584bis-003        | Abr (wschodni)        | Iran        | Golestan, Semnan                    | 36°48′45,3″N 54°56′41,6″E/36,812581 54,944889 | 6 672,52      | 23 323,35              |
| 1584bis-004        | Abr (zachodni)        | Iran        | Golestan, Semnan                    | 36°48′57,0″N 55°06′03,4″E/36,815831 55,100942 | 10 991,08     | 23 323,35              |
| 1584bis-005        | Dżahan Nama           | Iran        | Golestan                            | 36°39′55,0″N 54°24′05,5″E/36,665278 54,401528 | 11 339,73     | 26 862,83              |
| 1584bis-006        | Bula                  | Iran        | Mazandaran                          | 36°05′55,8″N 53°23′37,5″E/36,098828 53,393750 | 17 516,47     | 12 344,21              |
| 1584bis-007        | Alimestan             | Iran        | Mazandaran                          | 36°10′24,9″N 52°24′14,2″E/36,173583 52,403942 | 394,3         | 845,98                 |
| 1584bis-008        | Waz (wschodni)        | Iran        | Mazandaran                          | 36°16′44,8″N 52°07′30,2″E/36,279108 52,125056 | 2 218,16      | 3 720,15               |
| 1584bis-008        | Waz (zachodni)        | Iran        | Mazandaran                          | 36°18′26,9″N 52°03′39,8″E/36,307467 52,061056 | 4 692,37      | 3 720,15               |
| 1584bis-010        | Kodżur                | Iran        | Mazandaran                          | 36°32′45,7″N 51°40′03,5″E/36,546025 51,667639 | 14 891,8      | 9 628,5                |
| 1584bis-011        | Czahar-Bagh           | Iran        | Mazandaran                          | 36°15′30,8″N 51°13′01,7″E/36,258556 51,217139 | 6 886,44      | 2 663,8                |
| 1584bis-012        | Choszke Daran         | Iran        | Mazandaran                          | 36°43′38,1″N 51°03′50,3″E/36,727247 51,063967 | 214,47        | 39,08                  |
| 1584bis-013        | Sijahrud-e Rudbar     | Iran        | Gilan                               | 36°53′59,2″N 49°40′19,3″E/36,899772 49,672028 | 11 197,4      | 15 897,4               |
| 1584bis-014        | Gast Rudchan          | Iran        | Gilan                               | 37°03′56,0″N 49°09′09,9″E/37,065556 49,152744 | 10 541,13     | 16 015,37              |
| 1584bis-015        | Lisar                 | Iran        | Gilan                               | 37°56′08,0″N 48°49′56,4″E/37,935550 48,832333 | 3 397,61      | 1 487,35               |
| 1584bis-016        | Dangyaband            | Azerbejdżan | Lenkoran                            | 38°45′16,1″N 48°40′57,0″E/38,754475 48,682506 | 2 703         | 20 670                 |
| 1584bis-017        | Dolina İstisuçay      | Azerbejdżan | Astara                              | 38°27′17,9″N 48°40′45,5″E/38,454967 48,679303 | 12 817        | 21 632                 |
| Suma:              | Suma:                 | Suma:       | Suma:                               | Suma:                                         | 145 004,74    | 219 431,41             |